# Halacaroidea
Super-famille
Les Halacaroidea sont une super-famille d'acariens aquatiques.

## Liste des familles
- Halacaridae Murray, 1877
- Pezidae Harvey, 1990

## Référence
- Murray, 1877 : Economic Entomology. Aptera. South Kensington Museum Handbooks, p. 1-433.